# Liste der Flughäfen in Osttimor

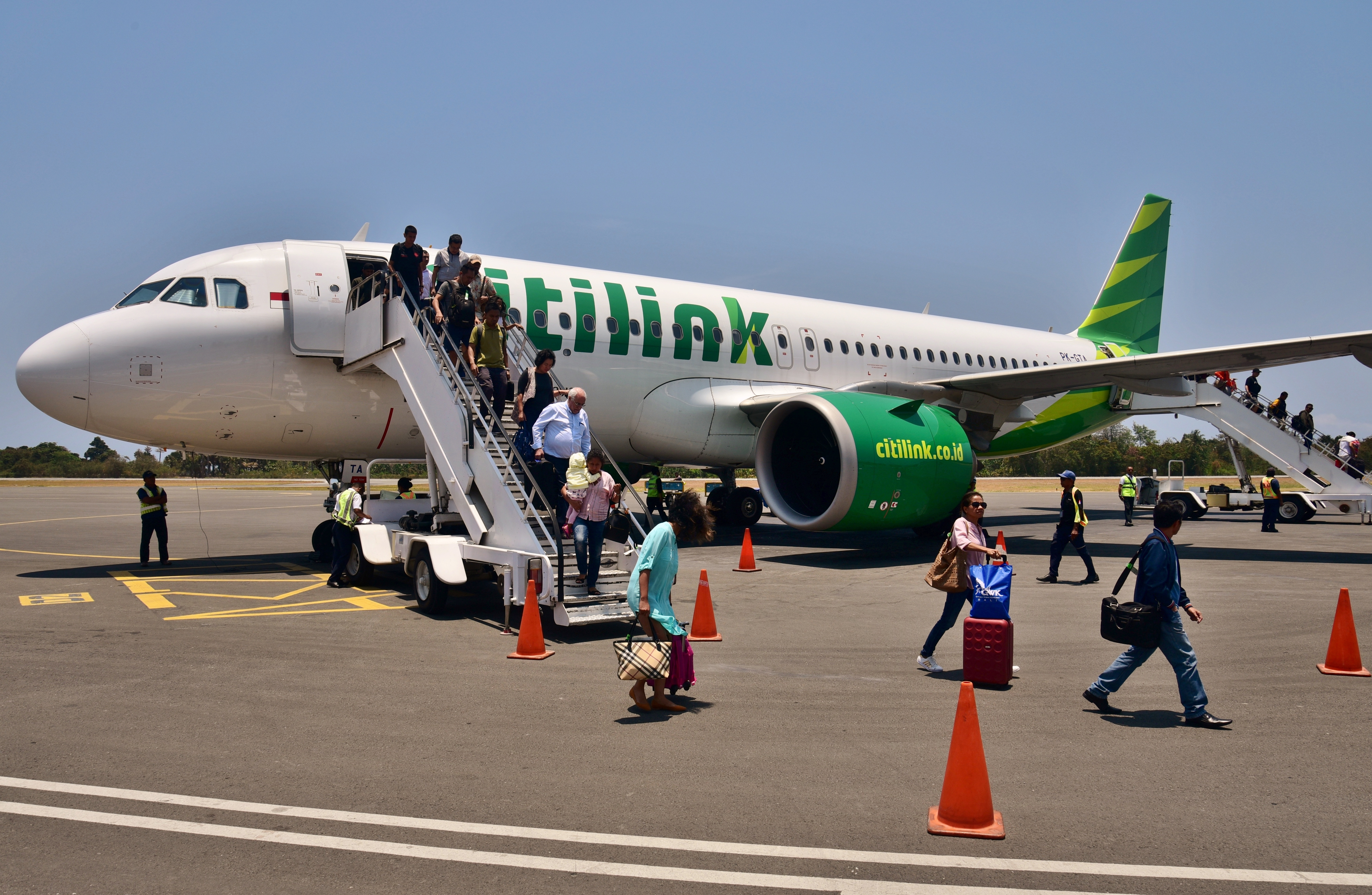
Airbus der Citilink auf dem Flughafen von Dili

Die Liste der Flughäfen in Osttimor zeigt die zivilen Flughäfen und Flugplätze des südostasiatischen Staates Osttimor, nach Orten aufgelistet.

## Übersicht
Über Betonlandebahnen, auf denen Strahlflugzeuge landen können, verfügen nur die Flughäfen Dili, Baucau, Suai und Oecusse, wobei Flugzeuge der Größe von Airbus 380 und Boeing 747 nur in Baucau landen können. Die übrigen Landemöglichkeiten für Flugzeuge sind einfache, unbefestigte Pisten. Dili ist der einzige osttimoresische Flughafen mit internationalem Linienverkehr. Eine Regierungslinie verbindet Dili mit Oecusse. Die nationale Aero Dili fliegt von Dili nach Baucau und Suai. Ansonsten werden die Flugplätze vor allem von Mission Aviation Fellowship Timor-Leste für medizinische Notfallflüge genutzt.

## Liste
| Foto | Ort            | ICAO-Code | IATA-Code | Name des Flughafens                 | Information                                                                                 | Koordinaten                  |
| ---- | -------------- | --------- | --------- | ----------------------------------- | ------------------------------------------------------------------------------------------- | ---------------------------- |
|      | Atauro (Insel) | WPAT      | AUT       | Flugplatz Atauro                    | Beim Ort Vila Maumeta                                                                       | 8° 14′ 35″ S, 125° 36′ 23″ O |
|      | Baucau         | WPEC      | BCH       | Flughafen Baucau                    | Hauptsächlich für Fracht- und Versorgungsflüge                                              | 8° 29′ 7″ S, 126° 23′ 57″ O  |
|      | Dili           | WPDL      | DIL       | Flughafen Presidente Nicolau Lobato | Größter Flughafen des Landes                                                                | 8° 32′ 48″ S, 125° 31′ 29″ O |
|      | Fuiloro        | WPFL      |           | Flugplatz Abisu                     | Bei der Stadt Lospalos                                                                      | 8° 26′ 52″ S, 126° 59′ 14″ O |
|      | Maliana        | WPMN      | MPT       | Flugplatz Maliana                   | Nördlich der Stadt im Suco Ritabou                                                          | 8° 58′ 19″ S, 125° 12′ 54″ O |
|      | Pante Macassar | WPOC      | OEC       | Flughafen Oecusse                   | Nationaler Name: Aeroporto Internacional de Oe-Cusse Rota do Sândalo                        | 9° 11′ 54″ S, 124° 21′ 8″ O  |
|      | Suai           | WPDB      | UAI       | Flughafen Suai                      | Nationaler Name: Aeroporto Comandante – em Chefe Estado das FALINTIL Kay Rala Xanana Gusmão | 9° 18′ 12″ S, 125° 17′ 12″ O |
|      | Viqueque       | WPVQ      | VIQ       | Flugplatz Viqueque                  |                                                                                             | 8° 53′ 2″ S, 126° 22′ 23″ O  |

## Belege
- Aeronautical Information Publication (AIP), Luftfahrthandbuch des Timor-Leste Civil Aviation Department
- Timor-Leste GIS Portal (Memento vom 30. Juni 2007 im Internet Archive) Timor-Leste GIS-Portal